# Aubrey Ankrum
Aubrey Ankrum (nascido em 1972) é um animador americano e artista gráfico. Ele é principalmente conhecido como um dos criadores do desenho animado popular Happy Tree Friends. Ele também trabalhou em vários shows da Mondo Media e fez gráficos para muitas empresas.

## Carreira
Como animador, Aubrey trabalhou em muitos shows da internet, especialmente para a empresa Mondo Media. Ele foi o criador, diretor e roteirista chefe do desenho da internet The God and Devil Show. Lá ele trabalhou com Kenn Navarro e Rhode Montijo e com eles fez uma animação curta chamado Banjo Frenzy. A curta, em seguida, tornou-se a série Happy Tree Friends, que se tornou um fenômeno na internet. No show, Aubrey faz as vozes dos personagens Pop e Flippy. Aubrey também proclama que o seu apelido no colégio era "Gaivota". Ele tem uma esposa e também tem filhos. Segundo o escritor Warren Graff, Aubrey deixou Happy Tree Friends, mas irá experimentar a sua voz ao invés de substituí-lo para as vozes de Pop e Flippy. Ele também fez a voz do Caçador de Crocodilos, Abe Lincoln e Cody (de Kathie Lee Gifford) em The God and Devil Show.
Como artista gráfico, ele fez os gráficos para a Microsoft, Macromedia, Disney, Warner Bros, a BBC America e Cartoon Network.

## Filmografia
Como escrtor
- Space Ghost de Costa a Costa (2 episódios, 1999) (TV)
- Happy Tree Friends: Volume 1: First Blood (2002) (V)
- Celebrity Deathmatch (7 episodes, 2000–2002) (TV)
- Happy Tree Friends, Volume 2: Second Serving (2003) (V)
- Happy Tree Friends, Volume 3: Third Strike (2004) (V)
- Happy Tree Friends: Winter Break (2004) (V)
- Happy Tree Friends: Mole in the City (2005) (V)
- Happy Tree Friends: Overkill (2005) (V)
- Happy Tree Friends: False Alarm (2008) (VG)
- Ka-Pow! (3 episódios, 2008) (TV)
- Happy Tree Friends (27 episódios, 2006–2010) (TV)

Como artista de voz
- Celebrity Deathmatch (2 episódios, 1998–2001) (TV)
- Happy Tree Friends: Volume 1: First Blood (2002) (V)
- Happy Tree Friends, Volume 2: Second Serving (2003) (V)
- Happy Tree Friends, Volume 3: Third Strike (2004) (V)
- Happy Tree Friends: Winter Break (2004) (V)
- Happy Tree Friends: Overkill (2005) (V)
- Ka-Pow! (1 episódio, 2008) (TV)
- Happy Tree Friends (17 episódios, 2006–2009) (TV)

Como ator
- Ever Since the World Ended (2001)

Como produtor
- Happy Tree Friends, Volume 3: Third Strike (2004) (V)
- Happy Tree Friends: Overkill (2005) (V)
- Happy Tree Friends: Ski Patrol (2006)
- Happy Tree Friends (13 episódios, 2006) (TV)